# Máy phân tích tự động
Máy phân tích tự động là một thiết bị xét nghiệm y học được thiết kế để đo nhanh chóng nhiều chất và các đặc điểm khác ở một số mẫu sinh học với hỗ trợ tối thiểu của của con người. Những đặc tính đo máu và các chất lỏng này có thể hữu ích trong chẩn đoán bệnh.

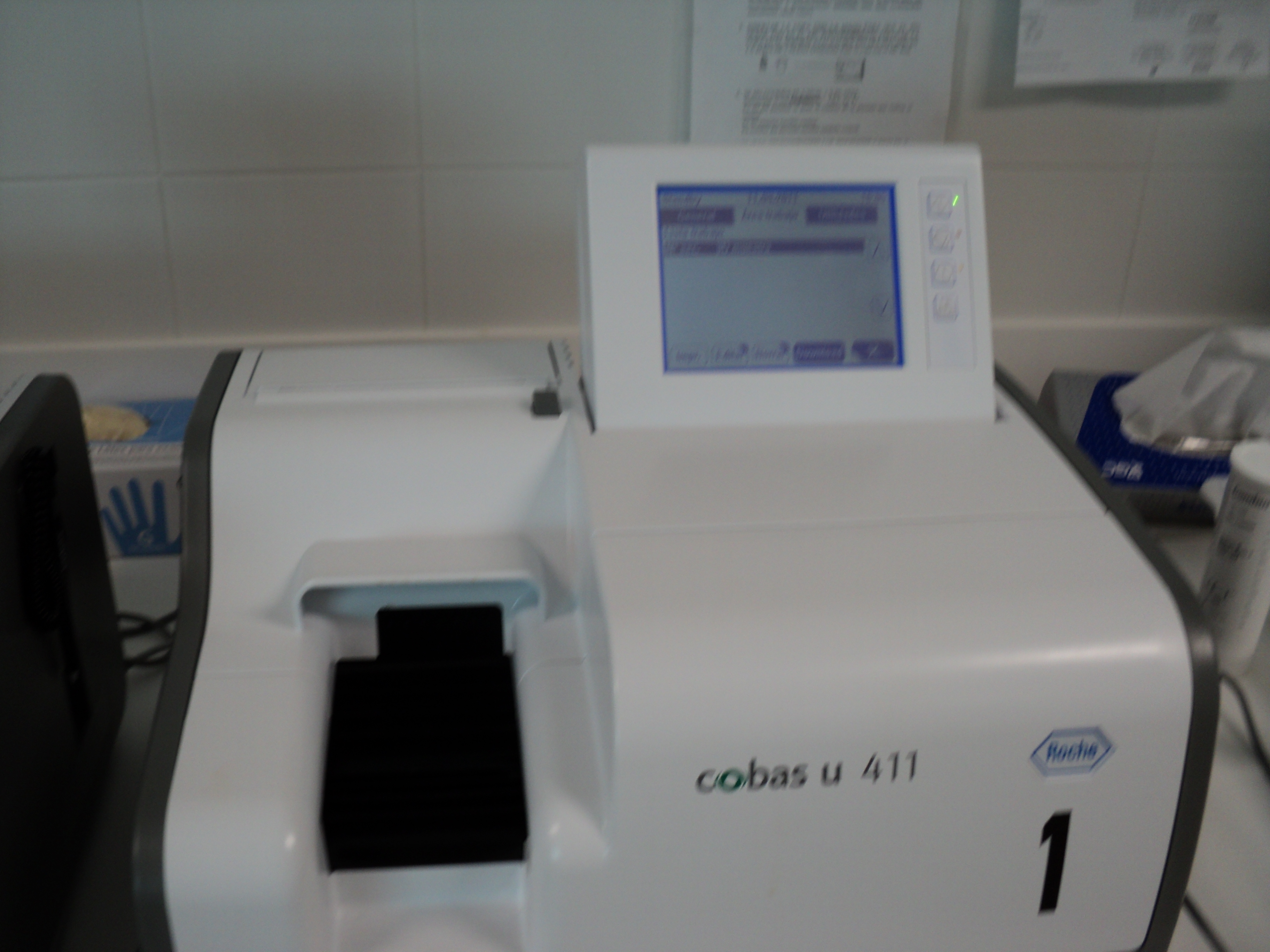
Máy phân tích tự động Roche Cobas u 411

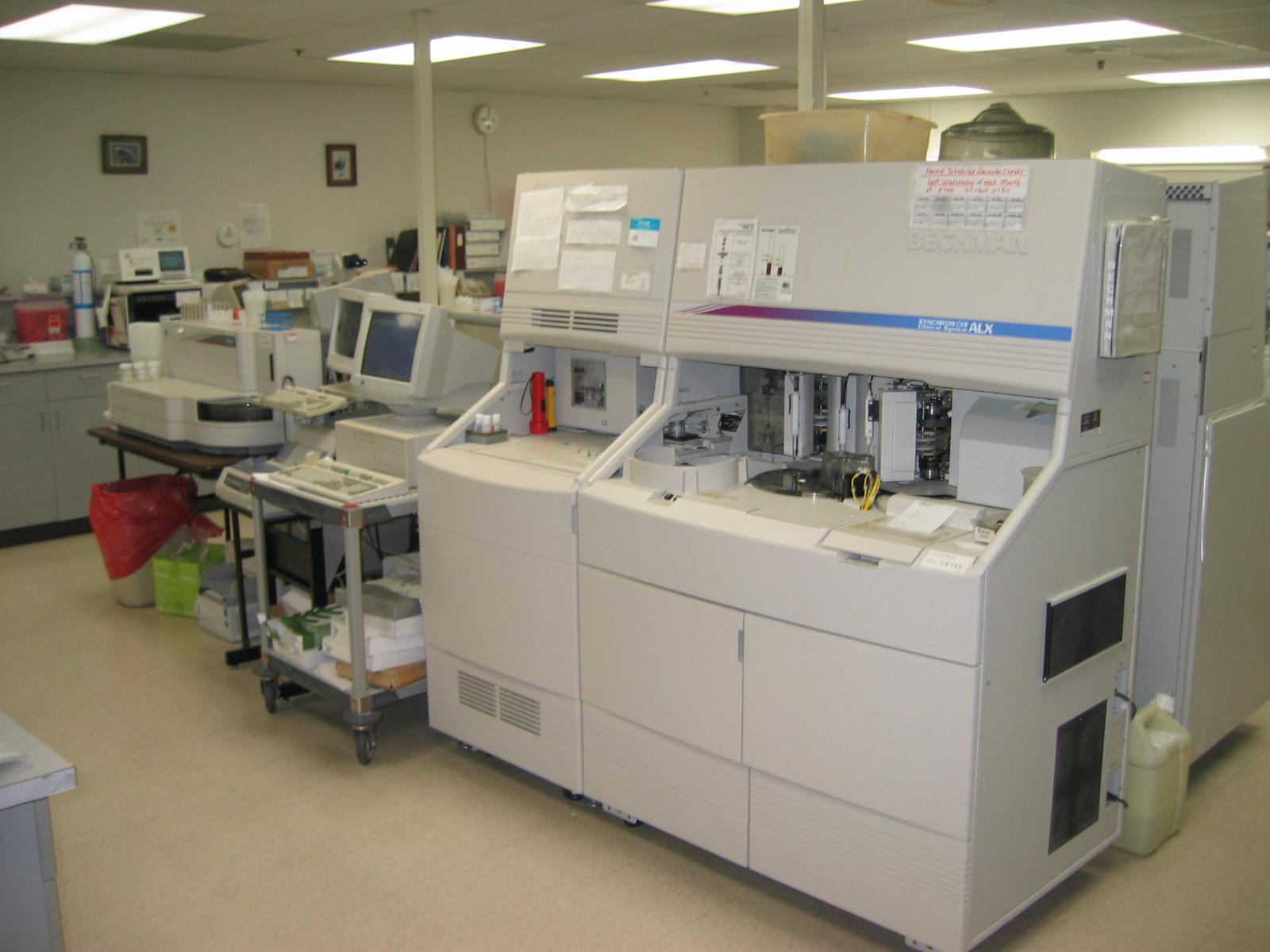
Máy phân tích hóa học Beckman.

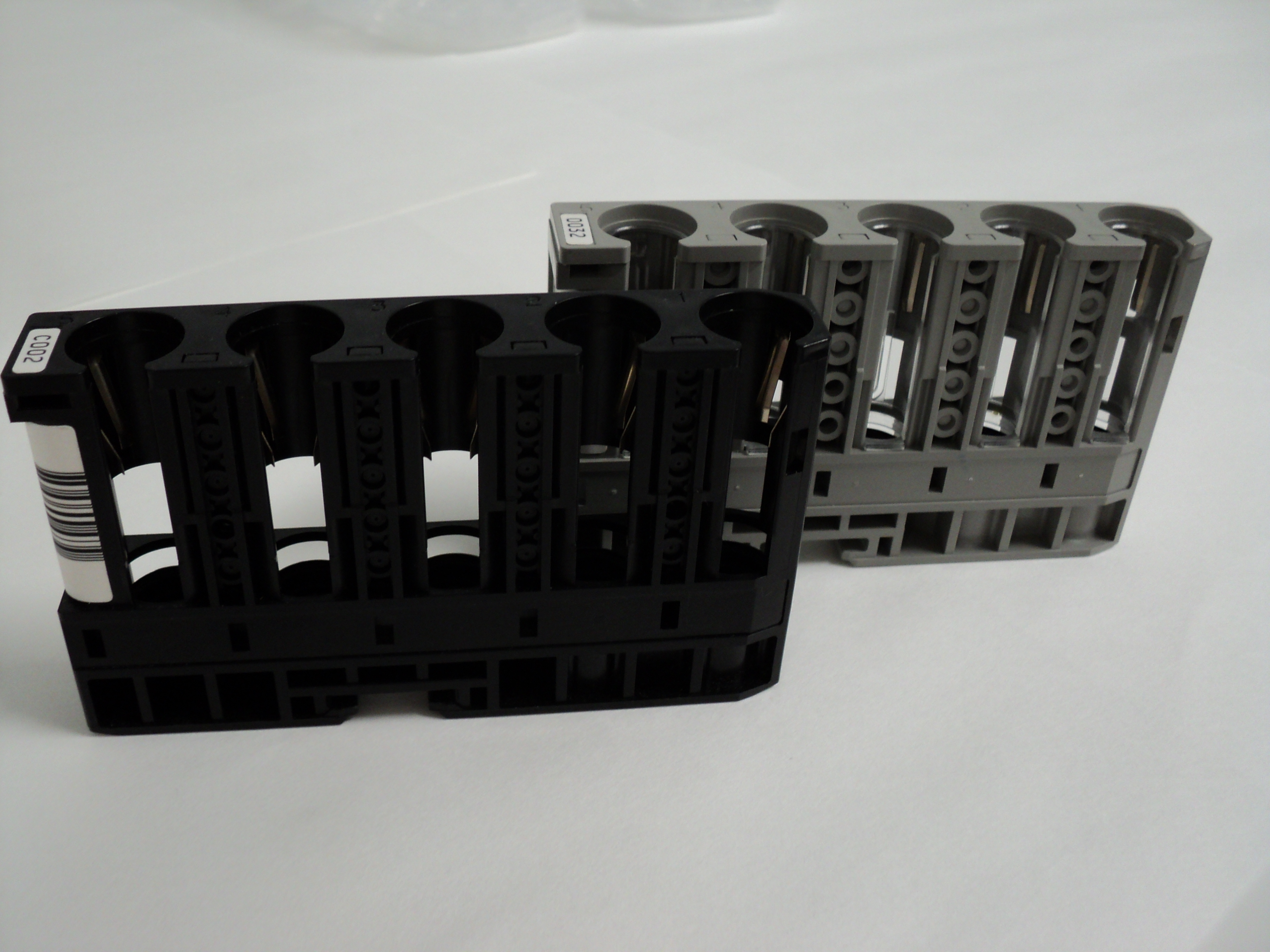
Rack là nơi đặt mẫu, kiểm soát chất lượng hoặc hiệu chuẩn. Các rack Cobas 6000

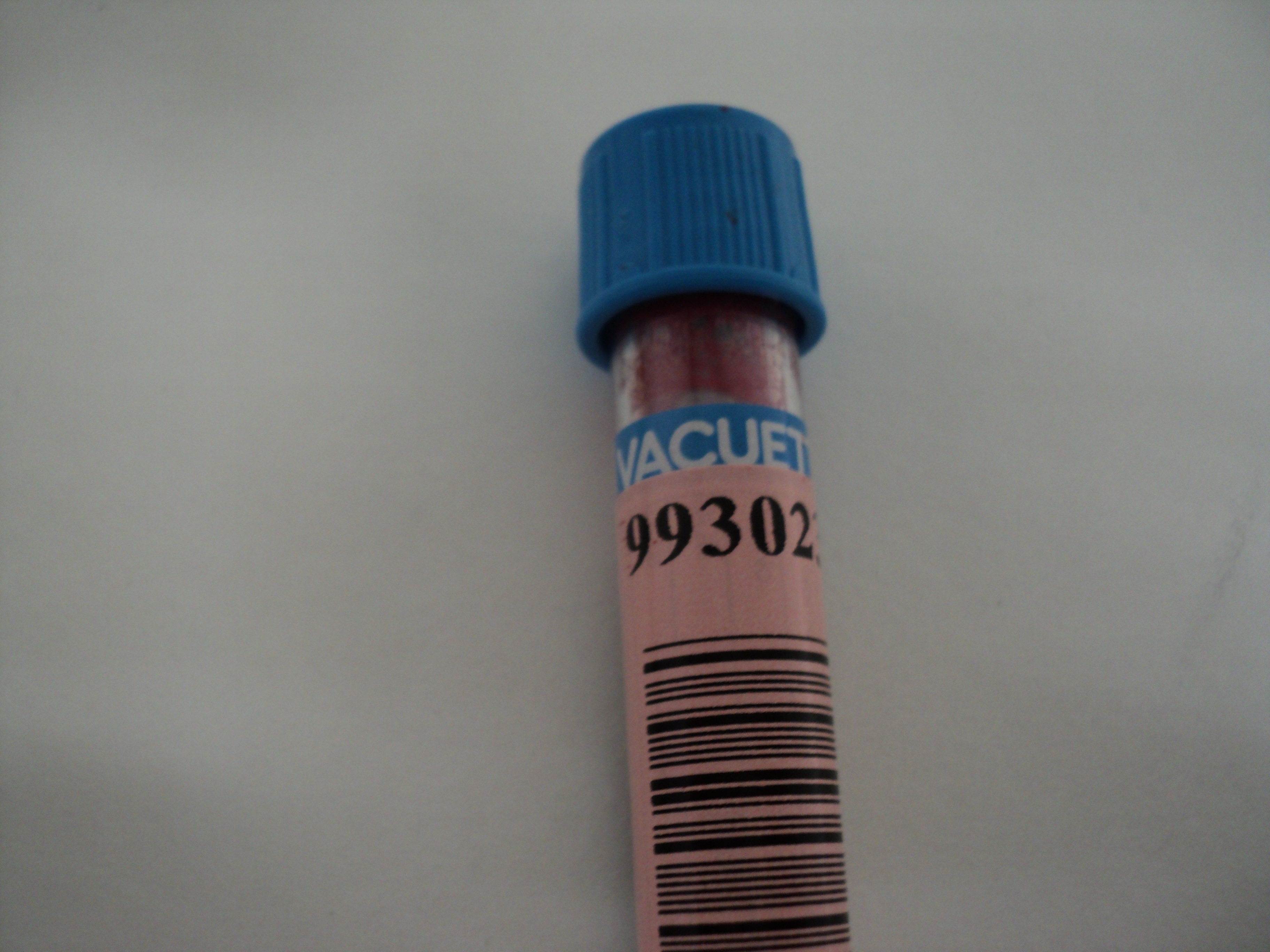
Những ống nghiệm này được đặt trong rack để xét nghiệm

Đo quang (hay quang trắc) là phương pháp phổ biến nhất để xét nghiệm một lượng chất phân tích cụ thể trong một mẫu. Ở kỹ thuật này, mẫu trải qua phản ứng để tạo ra sự đổi màu. Sau đó máy đo quang đo độ hấp thụ của mẫu để gián tiếp đo được nồng độ của chất phân tích có trong mẫu. Việc sử dụng điện cực chọn lọc ion (ion-selective electrode, viết tắt là ISE) là phương pháp phân tích phổ biến khác nhằm đo cụ thể nồng độ ion. Phương pháp này thường đo nồng độ calci, kali hoặc natri có trong mẫu.
Có nhiều cách để đưa mẫu vào máy phân tích tự động. Ống nghiệm chứa mẫu thường được lắp vào các rack. Những rack này có thể được lắp trực tiếp vào máy phân tích hoặc chuyển dọc theo đường ray tự động ở những phòng xét nghiệm lớn hơn. Những phương pháp thủ công hơn gồm lắp ống nghiệm trực tiếp vào vòng xoay tròn để tiến hành ly tâm. Một số máy phân tích yêu cầu mẫu phải được chuyển vào cốc đựng mẫu. Tuy nhiên, nhu cầu bảo vệ sức khỏe và an toàn của nhân viên xét nghiệm đã trở thành động lực cho các nhà sản xuất phát triển máy phân tích có lấy mẫu trong ống nghiệm kín, nhằm ngăn nhân viên tiếp xúc trực tiếp với mẫu. Mẫu có thể được xử lý riêng lẻ, theo mẻ hoặc liên tục.
Tự động hóa xét nghiệm không loại bỏ nhu cầu chuyên môn của con người (kết quả vẫn do kỹ thuật viên xét nghiệm và các chuyên gia chất lượng xét nghiệm lâm sàng khác đánh giá), song nó làm giảm bớt lo ngại về các lỗi, vấn đề nhân sự và an toàn.

## Máy phân tích hóa sinh thường quy
Đây là những loại máy xử lý một lượng lớn các mẫu đưa vào bệnh viện hoặc phòng xét nghiệm tư nhân. Tự động hóa quá trình xét nghiệm đã giúp giảm thời gian xét nghiệm với nhiều chất phân tích (analyte) từ số ngày còn số phút. Lịch sử phân tích mẫu riêng biệt ở phòng xét nghiệm lâm sàng bắt đầu bắt đầu bằng phát minh "Robot Chemist" của Hans Baruch và phát minh ấy được thương mại hóa vào năm 1959.
AutoAnalyzer là ví dụ đầu tiên về máy phân tích hóa tự động nhờ sử dụng kỹ thuật ghi chép flow đặc biệt được gọi là "continuous flow analysis (CFA)" do Tiến sĩ Leonard Skeggs phát minh và Technicon Corporation lần đầu giới thiệu vào năm 1957. Những ứng dụng đầu tiên của máy là để phân tích y học lâm sàng. AutoAnalyzer đã thay đổi sâu sắc đặc điểm của phòng xét nghiệm hóa học bằng cách tạo điều kiện tăng đáng kể các mẫu có thể xử lý được. Những mẫu được sử dụng trong máy phân tích nhưng không hạn chế gồm máu, huyết thanh, huyết tương, nước tiểu, dịch não tủy và các dịch khác trong cơ thể. Thiết kế dựa trên việc tách một luồng chảy liên tục bằng bong bóng khí, làm giảm đáng kể những phương pháp thủ công chậm chạp, vụng về và dễ mắc lỗi. Các loại xét nghiệm gồm mức độ enzyme (như nhiều xét nghiệm chức năng gan), mức độ ion (như natri, kali và các hóa chất biểu hiện khác (như glucose, serum albumin hoặc creatinin).
Những ion đơn giản thường được đo bằng điện cực chọn lọc ion, giúp loại bỏ một loại ion và đo sự khác biệt của hiệu điện thế. Những enzyme có thể được đo bằng tỷ lệ chất này đổi màu sang chất khác, ở những xét nghiệm này, kết quả của enzyme được đo thành hoạt độ, chứ không phải nồng độ enzyme. Những xét nghiệm khác sử dụng tính đổi màu để xác định nồng độ hóa chất.

## Máy phân tích miễn dịch
Một số máy phân tích sử dụng kháng thể để phát hiện nhiều chất bằng phương pháp xét nghiệm immunoassay và những phản ứng khác sử dụng phản ứng của kháng nguyên-kháng thể.
Khi nồng độ ở các hợp chất này quá thấp, không làm tăng đáng kể độ đục (turbidity) khi liên kết với kháng thể thì cần phải sử dụng các phương pháp chuyên biệt hơn nữa.

## Máy phân tích huyết học
Những máy này được dùng để tính công thức máu toàn phần, tốc độ lắng hồng cầu (ESR) hoặc làm xét nghiệm đông máu.

### Đếm tế bào
Máy đếm tế bào tự động (automated cell counter) lấy mẫu máu, định lượng, phân loại và miêu tả quần thể tế bào nhờ sử dụng cả kỹ thuật quang và điện. Phân tích bằng điện là phương pháp truyền dịch máu loãng vào một lỗ có dòng điện chạy qua. Tế bào đi qua dòng điện làm thay đổi trở kháng giữa các đầu cực (theo nguyên tắc Coulter). Thuốc thử ly giải (lytic reagent) được bổ sung vào dịch máu để ly giải chọn lọc hồng cầu (RBC), chỉ để lại bạch cầu (WBC) và tiểu cầu nguyên vẹn. Sau đó dịch được truyền qua máy đo thứ hai, giúp thu được số lượng hồng cầu, bạch cầu và tiểu cầu. Số tiểu cầu được tách dễ dàng khỏi số bạch cầu nhờ gia tăng đột biến kháng trở nhỏ hơn trong máy dò do thể tích tế bào thấp hơn.
Có thể tách sóng quang (optical detection) để thu được số quần thể biệt hóa của bạch cầu. Một hỗn dịch tế bào pha loãng được truyền qua một tế bào dòng chảy (flow cell) - tế bào này truyền từng tế bào một ống mao dẫn (capillary tube) bằng tia laser. Sự phản xạ, truyền và tán xạ của từng bế bào được phân tích bằng phần mềm phức tạp, cung cấp biểu diễn số về khả năng phân bố tổng quát quần thể tế bào. Một số thiết bị huyết học mới nhất có thể báo cáo dữ liệu quần thể tế bào, gồm cả thông tin hình thái của bạch cầu. Những thông tin ấy có thể được dùng để đánh dấu những hình thái tế bào bất thường có thể gây ra một số bệnh.
Ngày nay, nhiều máy phân tích có thể đếm cả hồng cầu lưới, thay thế cho đếm thủ công tốn nhiều thời gian. Nhiều máy đếm hồng cầu lưới tự động giống như các máy đếm thủ công khác, sử dụng thuốc nhuộm siêu sinh (supravital staining) như xanh methylene mới để nhuộm hồng cầu chứa reticulin trước khi đếm. Một vài máy phân tích có máy tạo phiến module - vừa có thể tạo vừa nhuộm màng máu có chất lượng đồng nhất, rồi sau đó được chuyên gia xét nghiệm y học đánh giá lại.

### Đo đông máu
Máy đo đông máu tự động (automated coagulation machine hay coagulometer) có chức năng đo khả năng đông máu nhờ tiến hành bất kỳ loại xét nghiệm nào như thromboplastin hoạt hóa từng phần, thời gian prothrombin (và tính toán INR - thường được dùng để đánh giá điều trị), sàng lọc thuốc chống đông máu Lupus, xét nghiệm D dimer và xét nghiệm yếu tố.
Máy đo đông máu cần phải có các mẫu máu được lấy trong ống nghiệm chứa chất chống đông natri citrat. Những máy này được sử dụng vì cơ chế đằng sau tác dụng chống đông của natri citrat có thể đảo ngược. Dựa theo xét nghiệm, các chất khác nhau có thể được bổ sung vào huyết tương để kích hoạt phản ứng đông máu. Có thể theo dõi quá trình đông máu bằng quang học nhờ đo độ hấp thụ của một bước sóng cụ thể của mẫu và cách nó thay đổi theo thời gian.

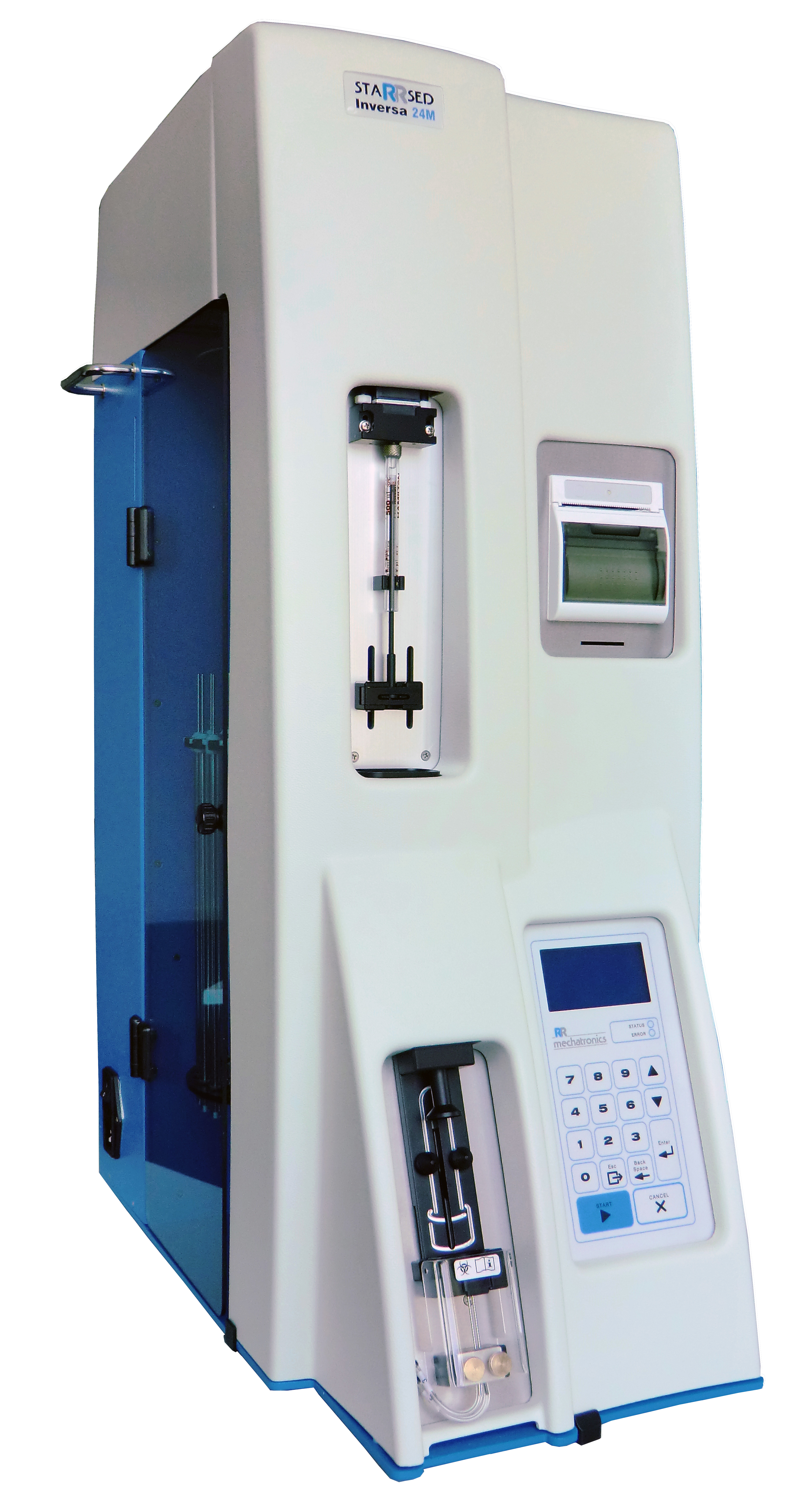
Máy phân tích tốc độ lắng hồng cầu (ESR) tự động StaRRsed Inversa.

### Thiết bị huyết học khác
Máy đọc tốc độ lắng hồng cầu (ESR) tự động dù không phải loại máy dành riêng để phân tích, song tốt nhất cần phải tuân thủ các quy chế "Quy trình xét nghiệm tốc độ lắng hồng cầu: H02-A5" (2011) của CLSI (viết tắt của Clinical and Laboratory Standards Institute, tức Viện tiêu chuẩn lâm sàng và phòng thí nghiệm) và "Đánh giá việc đo tốc độ lắng hồng cầu" của ICSH (viết tắt của International Council for Standardization in Haematology, tức Hội đồng tiêu chuẩn hóa huyết học quốc tế). Cả hai quy chế này đều ghi rõ sử dụng duy nhất phương pháp tham chiếu là Westergren, tức sử dụng máu pha loãng (với natri citrat) trong pipet 200 mm, đường kính 2,55 mm. Sau 30 hoặc 60 phút ở vị trí thẳng đứng mà không được phép có gió lùa, rung động hoặc ánh sáng trực tiếp, máy đọc quang sẽ xác định hồng cầu đã giảm đi bao nhiều bằng cách phát hiện mức độ.